# Niky Kamran
Niky Kamran (* 22. Mai 1959 in Brüssel) ist ein belgisch-kanadischer Mathematiker, der sich mit Partiellen Differentialgleichungen und deren Symmetrien und mit Differentialgeometrie befasst.
Kamran erhielt 1980 das Lizenziat in Mathematik (Abschluss summa cum laude) an der Freien Universität Brüssel und wurde 1984 an der University of Waterloo bei Raymond McLenaghan promoviert (Contributions to the Study of the Separation of Variables and Symmetry Operators for Relativistic Wave Equations on Curved Spacetime). Als Post-Doktorand war er an der Universität Montreal. 1986 wurde er Assistant Professor an der University of Waterloo, 1987 Associate Professor an der McGill University mit einer vollen Professur seit 1995. Seit 2003 ist er James McGill Professor.
1987/88 war er am Institute for Advanced Study.
Er ist bekannt für Arbeiten über Systeme äußerer Differentialformen (deren Theorie von Élie Cartan begründet wurde und mit der Lie-Theorie von Differentialgleichungen in Verbindung stehen), die invariant unter verschiedenen Liegruppen oder Lie-Pseudogruppen sind, der Frage der Existenz von Lösungen und den auftretenden unendlich dimensionalen Symmetrien.
Teilweise mit Felix Finster, Joel Smoller und Shing-Tung Yau untersuchte er verschiedene Raum-Zeiten in der Allgemeinen Relativitätstheorie, wie Kerr- und Schwarzschild-Lösungen aus der Theorie Schwarzer Löcher oder Anti-de-Sitter-Räume (die in Theorien der Quantengravitation über die AdS-CFT-Korrespondenz eine Rolle spielen).
2014 erhielt er den CRM-Fields-PIMS Prize und 1992 den ersten André Aisenstadt Prize. 2006 bis 2008 war er Killam Fellow. 2012 wurde er Fellow der American Mathematical Society. 2002 wurde er Fellow der Royal Society of Canada und 2019 assoziiertes Mitglied der Königlichen Akademie der Wissenschaften und Schönen Künste von Belgien. 1988 erhielt er den Mathematikpreis dieser Akademie (für: Contributions to the study of the equivalence problem of Elie Cartan and its applications to partial and ordinary differential equations, Mémoires de la Classe des Sciences de l’ Académie Royale de Belgique, Band 45, 1989, Fasc. 7).

## Schriften (Auswahl)
- Selected topics in the geometrical study of differential equations, NSF-CBMS Regional conference series in mathematics 93, American Mathematical Society 2002
- Exterior Differential Systems, in D. Krupka, D. Saunders (Hrsg.), Handbook of Global Analysis, Elsevier 2008, S. 107–145
- Transitive analytic Lie pseudogroups, in: Phillip Griffiths (Hrsg.) Inspired by S.S. Chern, a memorial volume in honor of a great mathematician, Nankai Tracts Tracts in Mathematics, Vol. 11, World Scientific, 2006, S. 297–313.
- Exterior differential systems and Cartan-Kähler theory, Acta Applicandae Mathematicae, Band 87, 2005, S. 147–164.
- An elementary introduction to exterior differential systems, in: P. J. Vassiliou, I. G. Lisle, Geometric Approaches to Differential Equations, Australian Mathematical Society Lecture Series, Cambridge University Press, 2000, S. 100–116
- Finster, Kamran, Smoller, Yau: Linear waves in the Kerr geometry: a mathematical voyage to black hole physics, Bulletin AMS, Band 46, 2009, S. 635–659, Online
- mit Peter Olver: Lie Algebras, Cohomology and New Applications to Quantum Mechanics, Contemporary Mathematics 160, American Mathematical Society 1994